# Johan Baptist Pelgrom
Johan Baptist Pelgrom (Zevenaar, 8 april 1790 - Zevenaar, 26 juni 1863) was een Nederlands medicus.
Pelgrom studeerde medicijnen in Göttingen, promoveerde in 1816 in Duisburg en vestigde zich daarna als arts in zijn geboorteplaats Zevenaar, in de provincie Gelderland).
Tijdens een roodvonkepidemie in Zevenaar in de winter van 1822/1823 volgde hij het advies van de Saksische arts Samuel Hahnemann (1757-1843) op om wolfskers in te zetten als voorbehoedmiddel. Volgens zijn verslag aan het gemeentebestuur van Zevenaar (14 maart 1823) had hij geen enkele werkzaamheid van het middel kunnen bespeuren. Wel was hij met zijn proefneming de eerste medicus in Nederland die een homeopathisch geneesmiddel toepaste.